# Canton du Pays de la Force
Le canton du Pays de la Force est une circonscription électorale française, située dans le département de la Dordogne, en région Nouvelle-Aquitaine.

## Histoire
Le canton du Pays de la Force est une création issue de la réforme de 2014 définie par le décret du 21 février 2014. Il entre en vigueur à l'occasion des élections départementales de mars 2015.

## Géographie
Ce canton est organisé autour de Prigonrieux dans l'arrondissement de Bergerac. Son altitude varie de 6 m (Le Fleix et Saint-Pierre-d'Eyraud) à 157 m (Le Fleix).

## Représentation
| Période élective | Période élective | Mandat | Mandat   | Identité          | Nuance | Nuance | Qualité                                                                                   |
| ---------------- | ---------------- | ------ | -------- | ----------------- | ------ | ------ | ----------------------------------------------------------------------------------------- |
| 2015             | 2021             | 2015   | 2021     | Colette Veyssière |        | PS     | Conseillère municipale de Prigonrieux (2014-2020)                                         |
| 2015             | 2021             | 2015   | 2021     | Armand Zaccaron   |        | PCF    | Maire de La Force (2001-2020) Ancien conseiller général du canton de la Force (2004-2015) |
| 2021             | 2028             | 2021   | en cours | Pascal Delteil    |        | DVC    | Maitre de chai, co-gérant d'une exploitation agricole, maire de Gardonne depuis 2008      |
| 2021             | 2028             | 2021   | en cours | Raphaëlle Lafaye  |        | DVC    | Négociatrice immobilière Première adjointe au maire de Prigonrieux depuis 2020            |

### Résultats détaillés

#### Élections de mars 2015
À l'issue du premier tour des élections départementales de 2015, deux binômes sont en ballottage : Colette Veyssière et Armand Zaccaron (Union de la gauche, 49,78 %) et Hubert Bonnay et Muriel Pachier (FN, 30,58 %). Le taux de participation est de 55,76 % (7 109 votants sur 12 749 inscrits) contre 60,04 % au niveau départemental et 50,17 % au niveau national.
Au second tour, Colette Veyssière et Armand Zaccaron (Union de la gauche) sont élus avec 62,38 % des suffrages exprimés et un taux de participation de 57,20 % (4 134 voix pour 7 292 votants et 12 749 inscrits).

#### Élections de juin 2021
Le premier tour des élections départementales de 2021 est marqué par un très faible taux de participation (33,26 % au niveau national). Dans le canton du Pays de la Force, ce taux de participation est de 37,24 % (4 888 votants sur 13 125 inscrits) contre 40,86 % au niveau départemental. Cinq listes s'opposent. À l'issue de ce premier tour, deux binômes sont en ballottage : Pascal Delteil et Raphaëlle Lafaye (Divers centre, 32,08 %) et Thierry Auroy-Peytou et Nathalie Trapy (PS, 31,02 %). Flavien Morin et Laurence Raynal arrive en troisième position (RN, 22,28%), puis vient le binôme Véronique Dussol et Michel Houdusse (Divers gauche, 9,41%) et enfin en cinquième position Jean-Louis Candeau et Elsa Pommier (LFI, 5,21%).
Le canton du Pays de la Force se compose de quatorze communes. Par rapport aux anciens cantons, il associe uniquement des communes de l'arrondissement de Bergerac (onze communes du canton de la Force, deux communes du canton de Sigoulès et une commune du canton de Bergerac-2). Le bureau centralisateur est celui de Prigonrieux.
| Nom                                 | Code Insee | Intercommunalité | Superficie (km2) | Population (dernière pop. légale) | Densité (hab./km2) | Modifier                                    |
| ----------------------------------- | ---------- | ---------------- | ---------------- | --------------------------------- | ------------------ | ------------------------------------------- |
| Prigonrieux (bureau centralisateur) | 24340      | CA bergeracoise  | 26,12            | 4 362 (2022)                      | 167                | modifier les données · modifier les données |
| Bosset                              | 24051      | CA bergeracoise  | 14,52            | 233 (2022)                        | 16                 | modifier les données · modifier les données |
| Le Fleix                            | 24182      | CA bergeracoise  | 18,05            | 1 498 (2022)                      | 83                 | modifier les données · modifier les données |
| La Force                            | 24222      | CA bergeracoise  | 15,60            | 2 687 (2022)                      | 172                | modifier les données · modifier les données |
| Fraisse                             | 24191      | CA bergeracoise  | 21,50            | 173 (2022)                        | 8,0                | modifier les données · modifier les données |
| Gardonne                            | 24194      | CA bergeracoise  | 8,26             | 1 607 (2022)                      | 195                | modifier les données · modifier les données |
| Ginestet                            | 24197      | CA bergeracoise  | 13,06            | 758 (2022)                        | 58                 | modifier les données · modifier les données |
| Lamonzie-Saint-Martin               | 24225      | CA bergeracoise  | 20,64            | 2 745 (2022)                      | 133                | modifier les données · modifier les données |
| Lunas                               | 24246      | CA bergeracoise  | 16,87            | 445 (2022)                        | 26                 | modifier les données · modifier les données |
| Monfaucon                           | 24277      | CA bergeracoise  | 24,74            | 290 (2022)                        | 12                 | modifier les données · modifier les données |
| Saint-Georges-Blancaneix            | 24413      | CA bergeracoise  | 13,62            | 280 (2022)                        | 21                 | modifier les données · modifier les données |
| Saint-Géry                          | 24420      | CA bergeracoise  | 18,71            | 243 (2022)                        | 13                 | modifier les données · modifier les données |
| Saint-Laurent-des-Vignes            | 24437      | CA bergeracoise  | 8,08             | 1 028 (2022)                      | 127                | modifier les données · modifier les données |
| Saint-Pierre-d'Eyraud               | 24487      | CA bergeracoise  | 26,16            | 1 801 (2022)                      | 69                 | modifier les données · modifier les données |
| Canton du Pays de la Force          | 2410       |                  | 245,93           | 18 150 (2022)                     | 74                 | modifier les données                        |

## Démographie
En 2022, le canton comptait 18 150 habitants, en évolution de +4,96 % par rapport à 2016 (Dordogne : +0,37 %, France hors Mayotte : +2,11 %).
| 2013   | 2018   | 2022   |
| ------ | ------ | ------ |
| 17 055 | 17 496 | 18 150 |